# Akmal Nor Hasrin
Akmal Nor Hasrin, född 15 juli 1995, är en malaysisk bågskytt. Han deltog vid olympiska sommarspelen 2016.